# Hemiceratoides
Hemiceratoides es un género de lepidópteros perteneciente a la familia Erebidae. Es originario de Madagascar.

## Especies
- Hemiceratoides hieroglyphica Saalmüller, 1891
- Hemiceratoides sittaca Karsch, 1896.
- Hemiceratoides vadoni Viette 1976